# 迈亚纳环礁

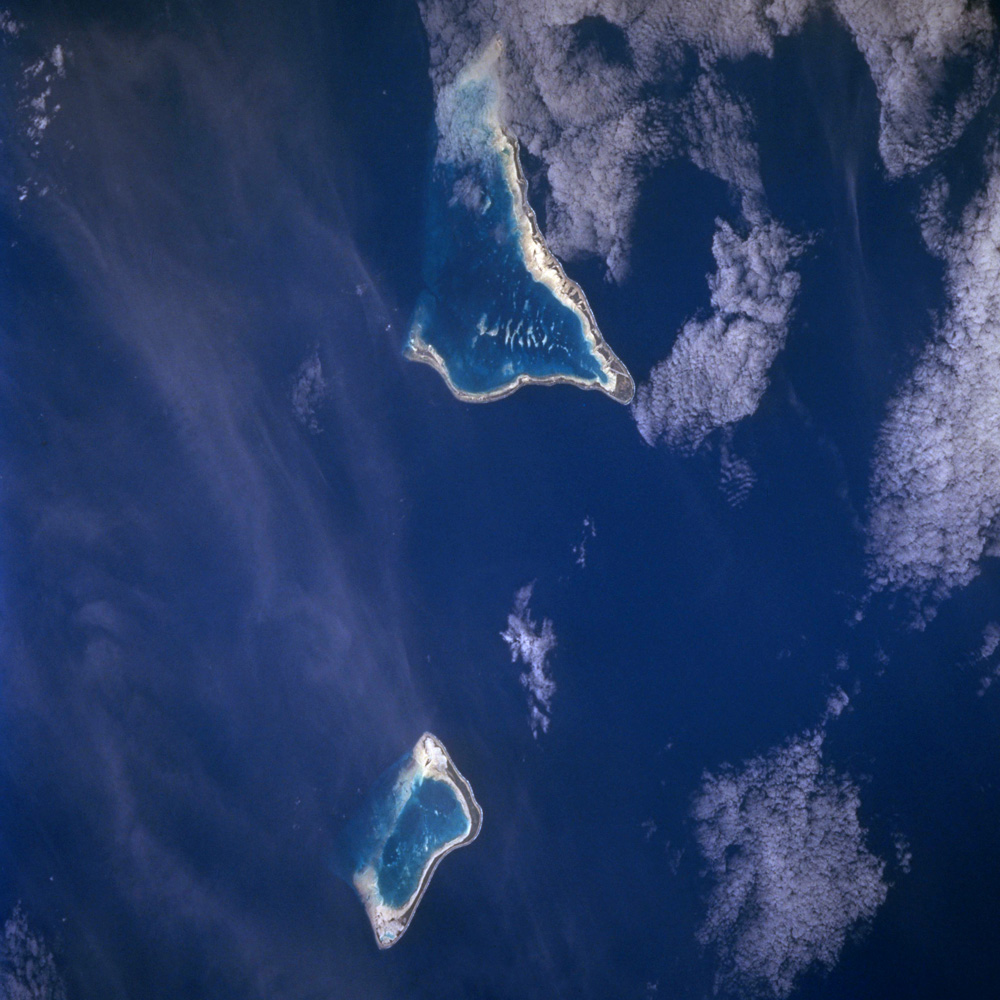

邁亞納環礁（英語：Maiana Atoll）是太平洋島國基里巴斯的環礁，屬於吉爾伯特群島的一部分，由14個島嶼組成，長14公里、寬0.55公里，面積17.7平方公里，該島北部有機場設施，2005年人口1,908。
0°56′N 173°00′E / 0.933°N 173.000°E